# Jacqueline Factos Henao
Jacqueline Andrea Factos Henao est une karatéka équatorienne née le 20 avril 1985 à Quito. Elle a remporté la médaille d'argent en kumite moins de 61 kg aux Jeux mondiaux de 2013 à Cali après avoir remporté plusieurs médailles en kumite moins de 55 kg et kumite open aux championnats panaméricains de karaté, dont la médaille d'or en moins de 55 aux championnats panaméricains de karaté 2012 à Managua.